# Bahçe (district)
Bahçe is een Turks district in de provincie Osmaniye en telt 21.175 inwoners (2007). Het district heeft een oppervlakte van 182,5 km². Hoofdplaats is Bahçe.
De bevolkingsontwikkeling van het district is weergegeven in onderstaande tabel.
| 1997   | 2000   | 2007   |
| ------ | ------ | ------ |
| 27.486 | 26.398 | 21.175 |